# Franciscus Gomarus
Franciscus Gomarus (egl. François Gomaer, født 30. januar 1563 i Brügge, død 11. januar 1641 i Groningen) var reformert teolog.
Efter at have været præst ved den flamske kirke i Frankfurt am Main blev han 1594 teologisk professor i Leyden. Her blev han leder for det strengt ortodokse parti imod arminianerne (såkaldte kontraremonstranter), men da disse fik for stor indflydelse ved universitetet, nedlagde han sit professorat 1611 og levede i Middelburg, indtil han 1614 blev professor i Saumur.
1618 blev han professor i Groningen, og det var som sådan, at han førte de ortodokse på synoden i Dordrecht, hvor han fik arminianerne udvist af den reformerte kirke. Gomarus' Opera er udgivet 1645 og 1664 i Amsterdam.
1633 deltog han i revisionsarbejdet af den nederlandske bibeloversættelse.